# یواس‌اس چیکسو (۱۸۶۴)
یواس‌اس چیکسو (۱۸۶۴) (به انگلیسی: USS Chickasaw (1864)) یک کشتی بود که طول آن ۲۲۹ فوت (۶۹٫۸ متر) بود. این کشتی در سال ۱۸۶۴ ساخته شد.